# Damien Thorn
Damien Thorn – główna postać fikcyjna oraz główny antagonista w serii filmowej Omen. Jest Antychrystem i synem Szatana. Rolę tę odgrywali Harvey Spencer Stephens, Jonathan Scott-Taylor, Sam Neill, i Seamus Davey-Fitzpatrick. Każdy z nich do tej roli farbował włosy na kruczoczarno .

## Występy
- Omen (1976)
- Omen II (1978)
- Omen III: Ostatnie starcie (1981)
- Omen (2006, remake)
- Damien (serial telewizyjny)

## Etymologia imienia
Imię "Damien" brzmi podobnie jak angielskie słowo "demon", ale etymologicznie jest pokrewne (znacząc "on podbija").
Damien to francuska odmiana angielskiego imienia Damian (greckie Damianos, co znaczy "potężny"), popularna tak jak imię męczennika chrześcijańskiego, świętego z III w., Damiana. Damien to również pierwsze imię ks. Damiena Karrasa w noweli Egzorcysta.

## Postać
Damien urodził się w Watykanie o 6 rano, 6 czerwca, jego urodziny (szósta godzina szóstego dnia szóstego miesiąca) tworzy liczbę 666. Liczba ta pojawia się również na jego cielę jako znamię, po raz pierwszy ukazuje się w nowelizacji pierwszego filmu, gdy mowa o braku jego linii papilarnych. Chociaż pierwotnie nie świadom kim są jego prawdziwi rodzice, dorastając zaczyna rozumieć i akceptuje siebie w roli Antychrysta.